# Sages et rebelles
Pour plus de détails, voir Fiche technique et Distribution.
Sages et rebelles est un film documentaire canadien dressant le portrait des sages-femmes au Canada, réalisé par Claudie Simard et sorti en 2023.

## Synopsis
Le film traite de la pratique sage-femme dans plusieurs régions du Québec, ainsi qu'en Colombie-Britannique, au Canada. Malgré une demande grandissante pour les services des sages-femmes à travers tout le pays, l'accès à ces professionnelles de la santé reste limité au Québec, même si leur profession a été légalisée il y a plus de 20 ans. Le documentaire met en lumière la réalité quotidienne des sages-femmes et permet une meilleure prise de conscience de leur expertise, souvent méconnue. Le film soulève également un questionnement plus vaste sur les conditions actuelles d'accouchement.

## Fiche technique
- Titre original : Sages et rebelles
- Titre anglais : Sages and Rebels
- Réalisation : Claudie Simard
- Scénario : Claudie Simard
- Musique : Uberko
- Société de production : Tapis Rouge Films
- Pays :  Canada
- Genre : Documentaire
- Durée : 52 minutes
- Date de sortie : 4 mars 2023[5],[6]

## Distribution
- Naoual Alazouer
- Maude Lapointe
- Valérie Leuchtmann
- Patricia Rohlfs
- Arlene Swallow
- Denise Perusse
- Elizabeth Bobbish
- Andrée Rivard
- Josyane Giroux
- Marie-Josée Racine
- Nicole Babin
- Cecilia M. Jevitt
- Jessica Ross-Howkins
- Nathalie Parent
- Maxe Tremblay-Bluteau
- Maude Poulin
- Shannon Williamson
- Simon Belzile
- Hermann Boya
- Lydia Boya
- Valéry Rouillard
- Marie-Julie Chaput
- Alexandre Cecchi
- Allison Allard-Hamel
- Justine Pouliot
- Thomas Ouellette